# Eremochrysa digueti
Eremochrysa digueti är en insektsart som beskrevs av Luisa Eugenia Navas 1911. Eremochrysa digueti ingår i släktet Eremochrysa och familjen guldögonsländor. Inga underarter finns listade i Catalogue of Life.